# Mina (popolo)
I Mina sono un gruppo etnico e linguistico diffuso in Togo e nel Benin. Parlano la lingua mina (nota anche come gen, ge, gen-gbe, mina-gen, popo, guin e gebe), appartenente al gruppo delle lingue gbe.
La massima presenza di Mina è nella zona sudorientale del Togo (Région Maritime); complessivamente, si contano circa 700 000 individui nel 2025.

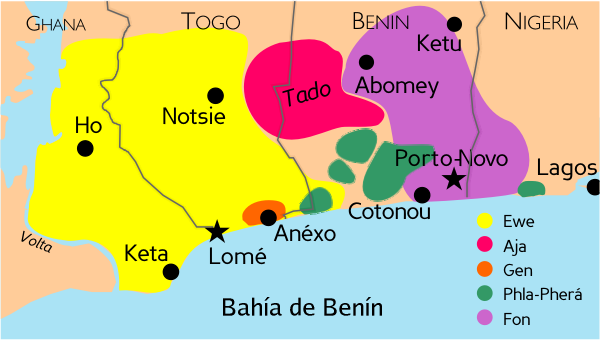
Distrubuzione dei popoli di lingua gbe. I Mina (Gen) sono in arancione.